# The Duskeys
The Duskeys est un groupe irlandais de pop. Il est le représentant de l'Irlande au Concours Eurovision de la chanson 1982 avec Here Today Gone Tomorrow.

## Biographie
Formé après la rupture du groupe de tournée The Fairways de Sandy Kelly (nom de scène de Philomena Ellis), elle recrute sa sœur Barbara Ellis et sa cousine galloise Nina Duskey. En 1980, ils sortent leur premier single, Don't Feel Like Dancing. En 1981, ils participent à la finale nationale irlandaise du concours Eurovision de la chanson 1981 avec la chanson Where Does That Love Come From sous le nom de The Duskey Sisters. Le groupe termine à la troisième place.
Un an plus tard, ils se présentent de nouveau et recrutent un membre masculin, le frère de Nina, Dan Duskey. Ils interprètent la chanson Here Today Gone Tomorrow, cette fois le groupe remporte le concours. La chanson obtient 49 points et finit onzième. La chanson est fortement retravaillée pour sa sortie et devient un succès en Irlande, atteignant la douzième place des ventes.
Le groupe enchaîne avec les singles Our Love is Slippin 'Away et We Got Love et tourne en Irlande pendant les deux années suivantes. Fin 1983, le groupe est victime d'un accident de la route lors d'une tournée qui met fin au groupe.
L'année suivante, Sandy Kelly lance une carrière solo réussie, ayant un certain nombre de succès dans les charts irlandais, dont deux singles qu'elle enregistre avec Johnny Cash. Elle continue de tourner sous ce nom (Kelly est son nom d'épouse), se concentrant en grande partie sur la musique country.
Sous le nom de Michael Palace, Dan Duskey mène le groupe Palace qui, avec la chanson Dancing With You Again, termine cinquième de l'émission de pré-sélection du Royaume-Uni au Concours Eurovision de la chanson en 1986. Dan Duskey devient ensuite pasteur de l'église pentecôtiste Elim de Bristol, sous le nom de Simon Foster.
Barbara Ellis, atteinte de problèmes psychiques, se suicide en octobre 2018.